# Культурный слой

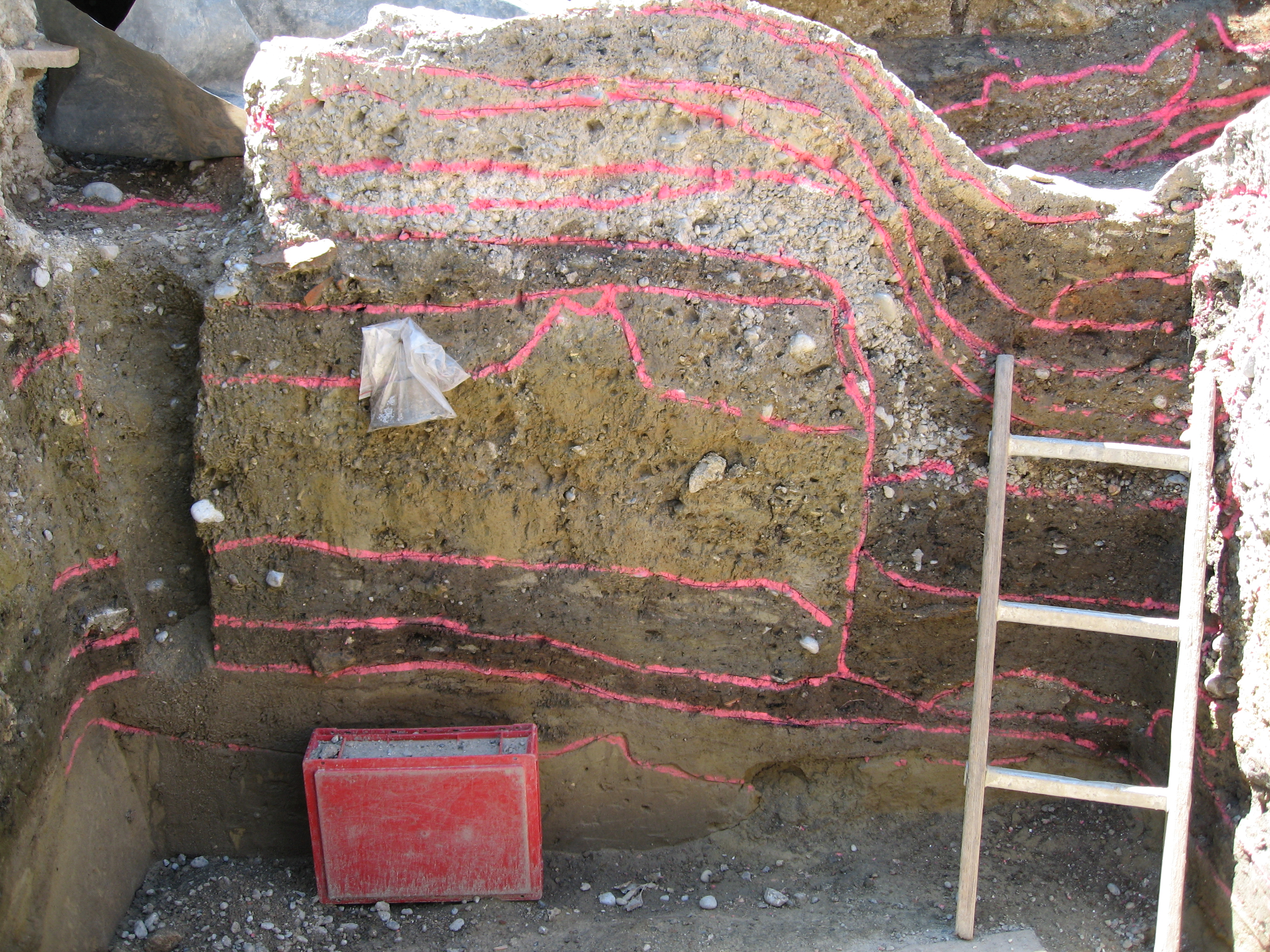
Стратиграфический профиль культурного слоя с разметкой

Культурный слой — наслоения грунта, включающие археологические находки. Культурный слой может откладываться как в результате человеческой жизнедеятельности, так и естественным путём. Под культурным слоем залегает материк — слой, лишённый антропогенных следов. 
В зависимости от местных условий, продолжительности жизни людей в поселении и видов их деятельности толщина культурного слоя изменяется в пределах от нескольких сантиметров до 30—35 метров. На поверхности земли вне слоя может находиться подъёмный материал (фрагменты керамики, обработанный кремень и др.).
С целью изучения следов деятельности человека и восстановления по этим следам истории поселения археологи проводят раскопки. Часто при этом удаётся выделить в общей массе культурного слоя отдельные слои, каждый из которых относится к определённой эпохе. Памятник, разделённый на отдельные слои, называют стратифицированным. В ходе антропогенного или природного воздействия культурный слой может быть переотложен, то есть перемещён; больше информации дают напластования, которые залегают в ненарушенной последовательности. 
Исследователи выделяют «сухие» и «влажные» слои. Грунтовые воды препятствуют доступу воздуха вглубь земли и разложению органических остатков, поэтому изделия из органических материалов лучше сохраняются во влажных слоях. Значительной площадью влажного слоя характеризуется, к примеру, исторический центр Великого Новгорода, где найдено множество берестяных грамот. Отлично сохраняются изделия из органики в культурных слоях археологических памятников, находящихся в зоне вечной мерзлоты. 
Завершение отложения того или иного культурного слоя датируется временем после изготовления самого позднего артефакта, найденного в этом слое. Датировка самого слоя определяется временем, когда содержащиеся в нём вещи могли сосуществовать. Статистика находок в культурном слое отражает степень сохранности вещей в нём. К примеру, в городских отложениях Великого Новгорода XI—XII веков содержится много предметов из дерева, а в слоях XIV—XV столетий лучше сохраняются изделия из кожи. 

## Другие значения
В переносном смысле культурный слой — контекст культуры какой-либо эпохи, часто употребляется в варианте «культурный пласт» (например, «культурный пласт 1960—1970-х годов»).